# Māhele
Pour le général zaïrois, voir Donatien Mahele Lieko Bokungu.
Le Māhele est le démembrement du système d'intendance de la ‘āina – la terre de Hawaiʻi – mené par Kamehameha III entre 1845 et 1850. Le roi négocie le transfert de terres aux chefs locaux, mais cherche aussi à garantir au peuple un accès continu aux plantations de taro traditionnelles et aux ressources naturelles renouvelables. Notamment, une réserve de terres publiques est censée être constituée, mais le projet achoppe dans les décennies qui suivent. Cette réforme fut orientée par rapport à la propriété foncière à l'occidentale, et a un grand impact sur l'histoire hawaïenne jusqu'à nos jours. Le Kuleana Act qui a suivi le Māhele est toujours valide en droit hawaïen contemporain.

## Contexte historique
Dans la culture hawaïenne, ce sont les gens qui appartiennent à la terre, comme l'exprime l'adage ʻōlelo noʻeau « he aliʻi ka ʻāina, he kauā ke kanaka », ce qui est un principe crucial du système pré-Māhele et a continué à influencer la pratique populaire du droit jusqu'à aujourd'hui. Avant le Māhele, le terme ʻāina désignait à la fois la terre et la famille.
L'unification du royaume de Hawai'i par Kamehameha Ier en 1810 a amorcé le mouvement des réformes inspirées par les modèles occidentaux, dont notamment l'abolition du système juridique kapu (en) par Kamehameha II en 1819. En 1840, la première constitution hawaïenne (en) promulguée par Kamehameha III affirme que depuis la création du Royaume en 1810, la terre appartenait en commun aux chefs et à la nation, et était gérée par le roi. Cette constitution entend aussi explicitement maintenir le principe du mālama, qui veut que la terre appartient à ceux qui en prennent soin.

## Déroulement
De 1845 à 1850 puis jusqu'en 1862, le processus de division et de privatisation des terres passe par plusieurs étapes, dont les principales sont l'établissement de la Land Commission, le Grand Māhele de 1848 et le Kulanea Act.

### Land Commission

Exemple de démarcations traditionnelles telles que la Land Commission les a étudiées avant de proposer le Māhele.

Le 10 décembre 1845, la commission du Board of Commissioners To Quiet Land Titles, dite Land Commission, est établie par statut. Une pétition est publiée par des maka‘āinana, des gens du peuple hawaïen, suppliant le roi de ne pas s'entourer de conseillers occidentaux, tandis que les journaux anglophones appellent à « civiliser » les autochtones à travers la réforme. Les cinq commissaires, William Richards, John Ricord, Zorobabela Kaauwai, James Young Kaneohoa et John Ii, commencent par publier en 1846 un rapport contenant une analyse précise du système foncier en place, les sept principes de travail de la commission, et des propositions de réforme. Toutefois, la commission, arbitre ne disposant pas du pouvoir de départager elle-même les terres indivises, ne peut s'occuper que des cas impliquant des étrangers jusqu'à la fin des négociations provoquées par son rapport, deux ans plus tard, avec le Grand Māhele.

### Grand Māhele de 1848
Le 18 décembre 1847, le comité final de négociation entre le roi et les chefs et konohiki est assemblé. Entre le 27 janvier et le 7 mars 1848, plus de 240 chefs signent des māhele avec le roi, définissant quelles parties des ahupuaʻa reviennent à ce dernier. Tous ces accords sont consignés dans le livre du Mahele Book afin de pouvoir être mis en œuvre à travers des saisines individuelles de la Land Commission.

### Kuleana Act
En 1850, le roi compte toujours réserver une importante part des terres qu'il a négociées pour être gérées par le gouvernement et vendues aux gens du peuple, mais dans l'attente de la réalisation de ces projets et afin de garantir aux maka'ainana leur liberté de cultiver le taro malgré la réaffirmation des puissances des chefs et l'apparition rapide de propriétés privées haole, l'acte législatif du Kuleana Act (en) du 6 août 1850 autorise la délivrance d'un titre d'usage opposable, accessible à tous ceux qui peuvent prouver qu'ils cultivent une portion de terrain à des fins de subsistance. Ces portions de terrain, déterminées indépendamment des ahupuaʻa et des fonds constitués par le Grand Māhele, sont connues comme kulanea land.

### Mise en œuvre

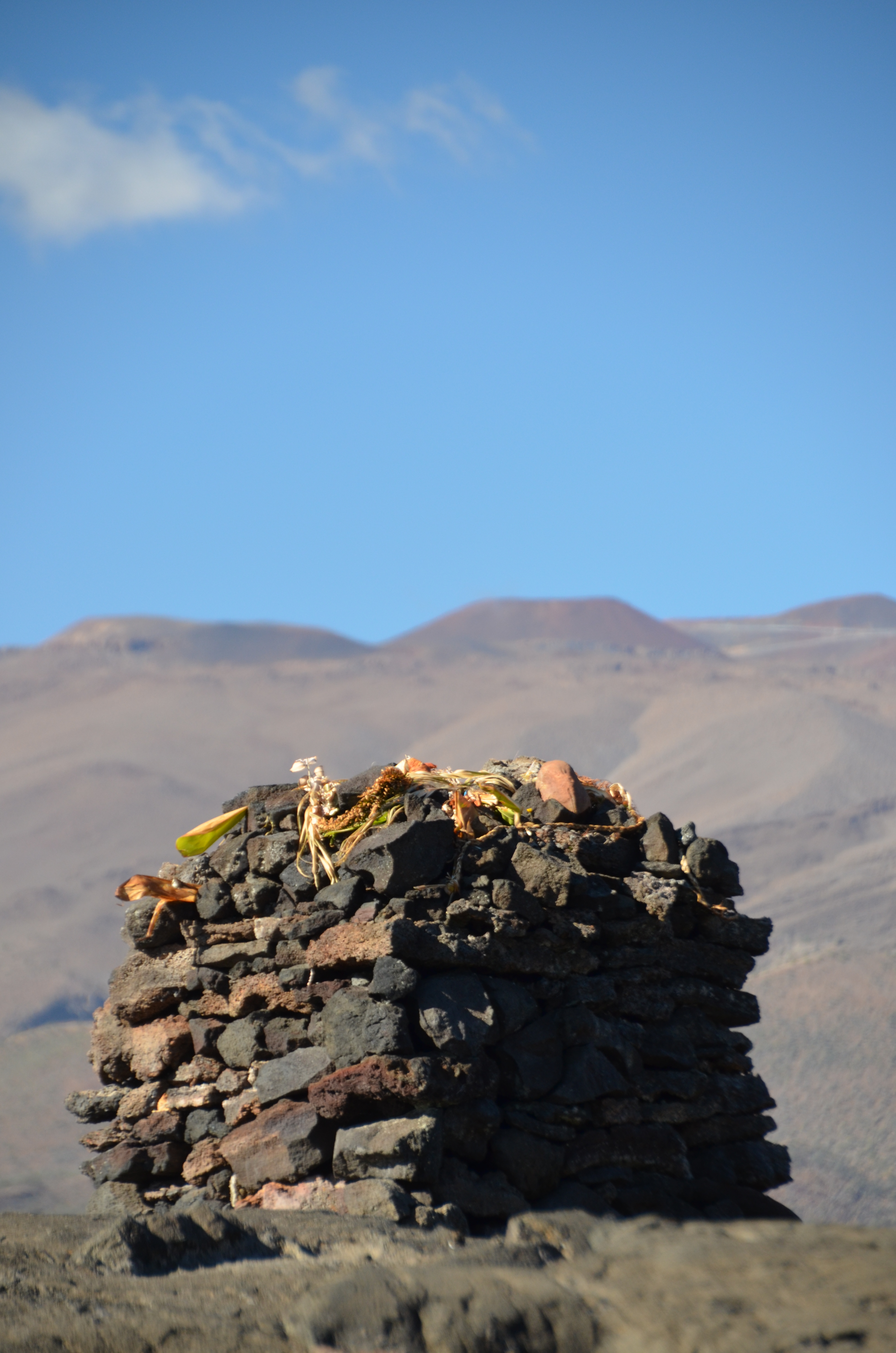
Un cairn marquant la limite d'un ahupuaʻa, la principale unité traditionnelle de gestion de la ʻāina.

Les commissaires de la Land Commission accordent les titres conformément au Mahele Book, jusqu'à ce que le mandat de deux ans de la Land Commission, renouvelé plusieurs fois, prenne fin le 31 mars 1855. De nombreux konohiki n'ayant pas encore acquis leur titre prévu par le Mahele Book, des procédures dérogatoires furent mises en place jusqu'en 1862. Durant cette période, le discours des journaux anglophones s'est déplacé du registre de l'évangélisation vers le registre économique, avec des discussions des possibilités d'investissement foncier.
Plusieurs milliers de titres kuleana sont accordés par la Land Commission avant sa dissolution, mais ces zones de culture de taro couvrent moins d'un pour cent du territoire du royaume. D'innombrables ayant-droits du peuple hawaïen n'ont pas réclamé leurs titres kuleana (en), et les 1500000 acres de terres réservées par le roi pour le gouvernement afin de servir au peuple (en) furent largement mises en vente et achetées par des haole (en), dont l'oligopole de la canne à sucre des Big Five (en), qui ont généralement cherché à interdire tout usage communal.

## Motifs et raisons
L'intention du mō‘ī Kamehameha III était de permettre à tous les Hawaïens, ali‘i comme maka‘āinana, de sécuriser équitablement leur relation à la ‘āina grâce à la possession d'un titre. Le Māhele, qui visait à rendre plus juste la répartition des terres, a échoué à travers le pouvoir imprévu accordé au gouvernement, mais a dans une certaine mesure rempli son objectif de préparer et d'atténuer la colonisation des terres de Hawaï par les Européens selon Stuart Banner.

## Conséquences sociales
Le Māhele a eu un impact énorme sur la société hawaïenne, comparable seulement au renversement du royaume d'Hawaï, et a ouvert la voie à la colonisation propriétaire par les blancs et les autres qui a encore cours aujourd'hui. Beaucoup de gens, n'ayant plus le droit de subvenir à leurs besoins en cultivant les terres, sont partis dans les villes portuaires, et les impôts sur les terres kuleana ont obligé les ayant-titre restants à s'insérer dans l'économie monétaire et le capitalisme. En réaction, le mouvement des Hui a cherché à re-communaliser les terres en fondant des coopératives.

## Kuleana aujourd'hui

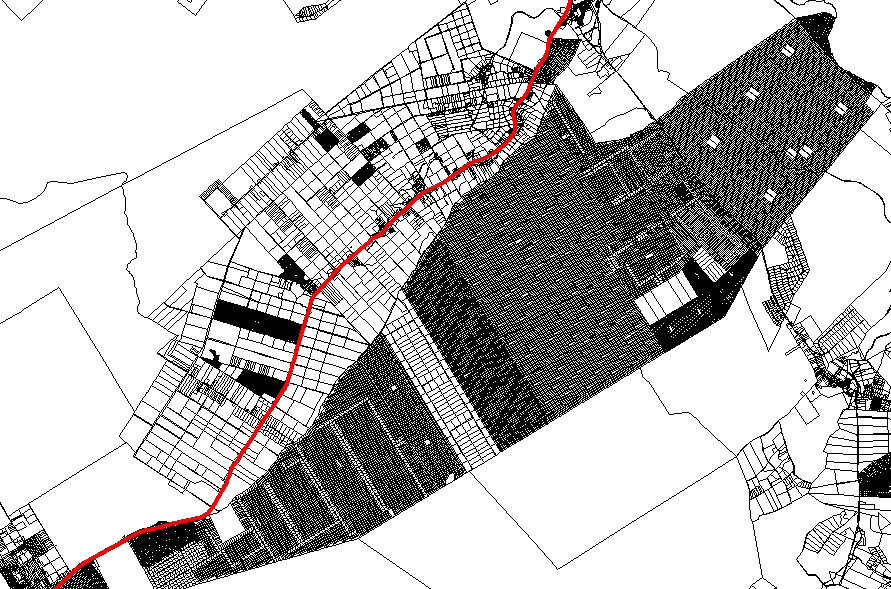
Dans le découpage du cadastre hawaïen actuel, on retrouve les frontières des ahupuaʻa, ici en rouge, marquant l'influence continue du système traditionnel.

La relation juridique entre les makaʻāinana, les gens du peuple hawaïen, et les étendues de pays couvertes par les titres délivrés en vertu du Kuleana Act sont toujours en vigueur à Hawai'i au XXIe siècle. Kuleana peut se traduire par responsabilité, et il ne s'agit pas dans la conception kanaka maoli d'un concept d'un droit subjectif ou d'un droit de rassemblement, comme les tribunaux l'ont petit à petit interprété, selon Marks Umi Perkins. Pour les Hawaïens, la ʻāina est une parente à laquelle ils appartiennent et dont il faut prendre soin, mais ce que le droit étatique reconnaît aux ayant-titre, c'est le droit de parcourir les zones kuleana, d'utiliser les ressources naturelles qui s'y trouvent et d'y pêcher.
En 2017, le propriétaire de Facebook a acheté un vaste domaine à Hawai'i, et a tenté d'éteindre les droits kuleana des gens qui le cultivaient.

## Historiographie
Durant la seconde moitié du XXe siècle, le Māhele a parfois été présenté comme une réforme imposée par les Occidentaux, mais cette vision est aujourd'hui discréditée et il est reconnu que le Māhele fut un processus autonome avec ses propres dynamiques nationales; toutefois, les débats sur l'ampleur des conséquences négatives pour les maka‘āinana restent ouverts.
Selon Brien Meilleur, le Mahele Book peut constituer une source précieuse pour l'ethnobotanique sur le XIXe siècle.

### Pour aller plus loin
- (en) Adam Roversi, « The Hawaiian Land Hui Movement: A Post-Mahele Counter-Revolution in Land Tenure and Community Resource Management Notes », University of Hawai'i Law Review, vol. 34, no 2,‎ 2012, p. 557–610 (lire en ligne, consulté le 26 décembre 2023)